# 乃木倉庫
乃木倉庫（のぎそうこ）は、愛知県名古屋市中区本丸の名古屋城御深井丸（おふけまる）にある倉庫。登録有形文化財。
日本に現存する最古の陸軍弾薬庫とされる。名古屋市にある明治時代の洋風建築としては最も古いとされる。旧称は旧歩兵第六連隊弾薬庫、第二弾薬庫、第一倉庫。

## 歴史

### 竣工

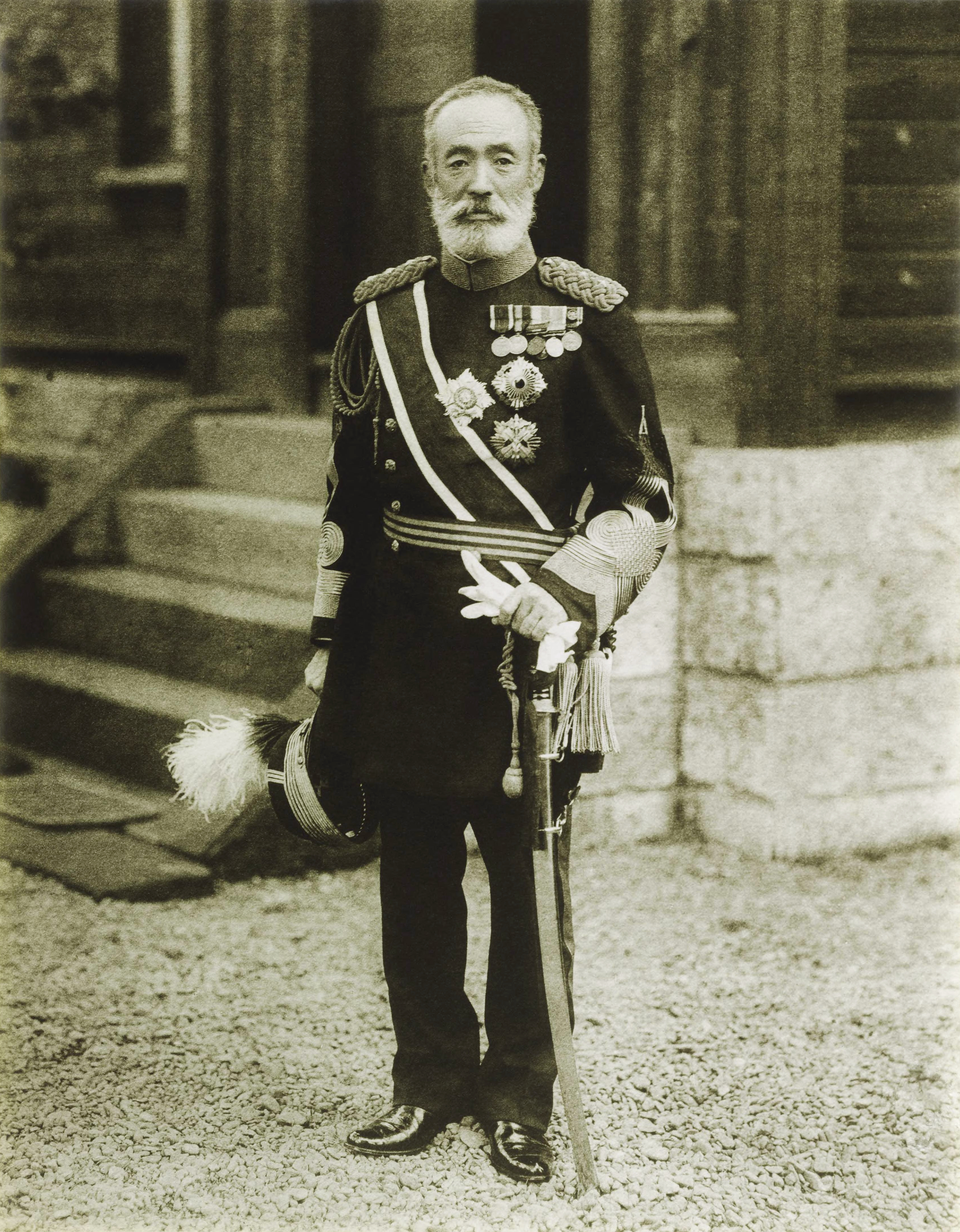
乃木希典

明治維新後の1872年（明治5年）には名古屋城には東京鎮台第三分営が置かれ、1873年（明治6年）1月には名古屋鎮台に改称した。1873年（明治6年）4月15日には乃木希典が名古屋鎮台大弐心得となり、1874年（明治7年）5月12日まで在任した。1874年（明治7年）には名古屋鎮台に歩兵第6連隊が置かれ、1886年（明治19年）には第3師団が設置された。
御深井丸（おふけまる）には弾薬庫、兵器庫、車庫などの軍事施設が建てられた。乃木倉庫が竣工したのは1880年（明治13年）のことである。誰ともなく、乃木希典にちなんで乃木倉庫と呼ばれるようになった。
1893年（明治26年）には名古屋城が宮内省に移管され、天皇家が伊勢神宮に参拝する際などの名古屋離宮となった。西北隅櫓や乃木倉庫を除くほとんどの建造物が撤去されたが、乃木倉庫は第一倉庫という名称で残された。
1930年（昭和5年）には名古屋城の本丸以西が宮内省から名古屋市に下賜された。江戸時代に建てられた西北隅櫓も弾薬庫として用いられた。

### 戦時中の動向

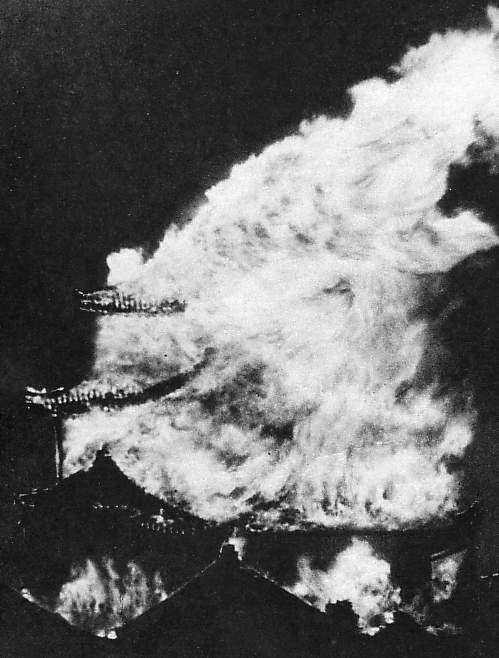
炎上する名古屋城天守

太平洋戦争末期の1945年（昭和20年）3月以降、名古屋城本丸御殿にあった国宝（旧国宝）の襖絵や天井板絵など1047枚が乃木倉庫に移された。同年5月14日の名古屋大空襲では、本丸御殿や天守閣など旧国宝24棟のうち20棟が焼失したが、乃木倉庫は庇が壊れる程度の損傷で済んだ。
焼失を免れた名古屋城の建造物は、隅櫓4棟、二之門、乃木倉庫、事務棟などのみだった。なお、名古屋大空襲後には乃木倉庫から豊田市越戸町の灰宝神社宝物庫に運ばれている。

### 文化財としての保存
1997年（平成9年）6月12日、登録有形文化財に登録された。登録有形文化財制度は1996年（平成8年）に導入されたばかりの制度であり、1996年（平成8年）10月に登録された八丁味噌本社事務所・蔵に次いで愛知県で2番目（3件目）に登録された建造物のひとつである。同時に徳川美術館本館・南収蔵庫、窯のある広場 資料館煙突・倒焔式角窯の4件が登録されている。

## 建築

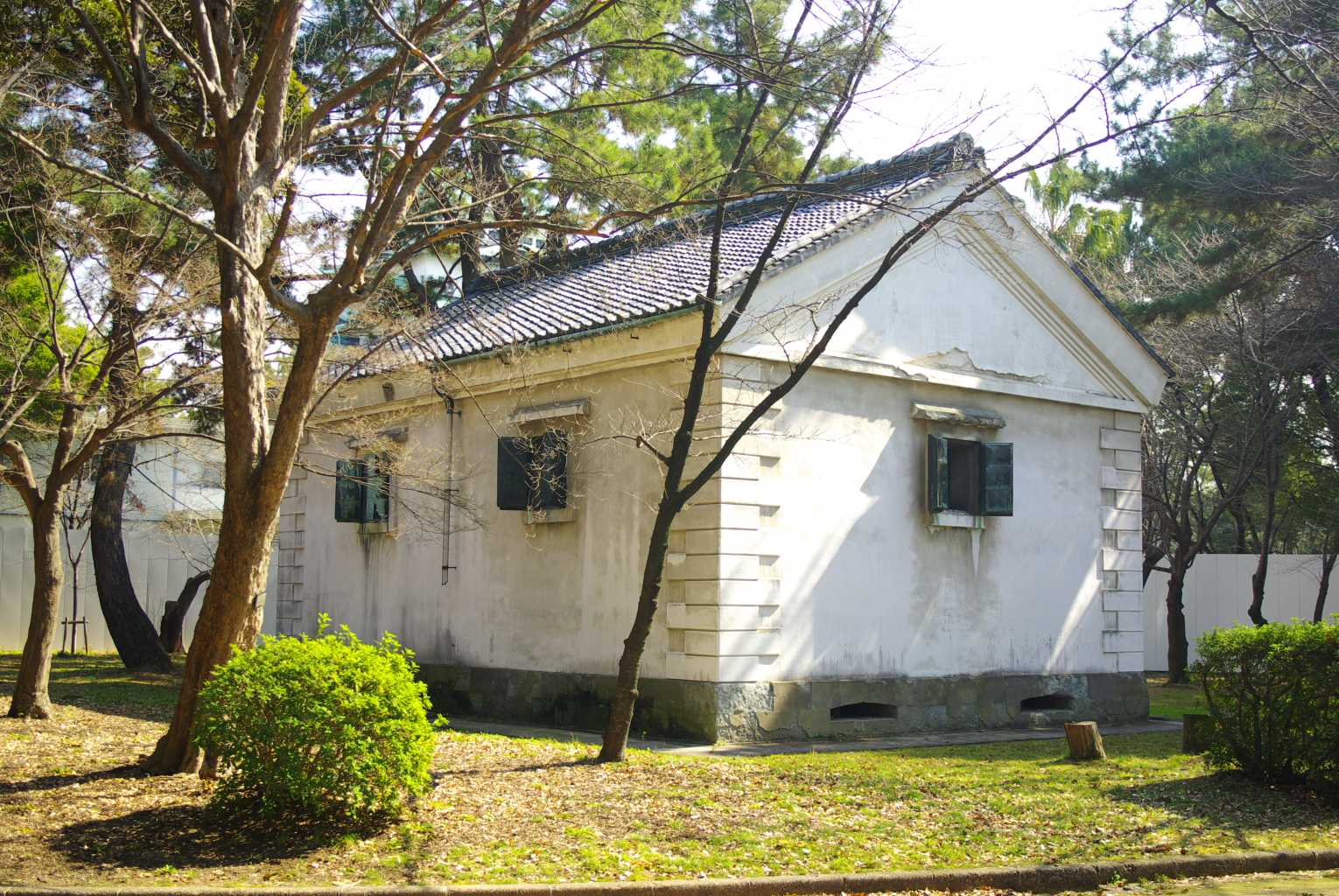
西面と北面

- 煉瓦造平屋建、切妻造、桟瓦葺[1]。建築面積91平方メートル[1]。
- 煉瓦の厚みは60センチメートルもあり、漆喰が塗られている。小屋組には洋風トラス構造が用いられ[3]、内部で火薬が暴発しても力が上部に抜けるようになっている[5]。床は地面より118センチメートル高い[3]。角を石積み風とするなどの高度な技術が用いられている[1]。扉と窓はアーチ状の両開きであり、銅板が貼られている[5]。名古屋市において煉瓦造の倉庫は希少とされる[7]。
- 1880年（明治13年）竣工[5]。1997年（平成9年）6月12日、登録有形文化財に登録された[1]。